# Rui Faleiro

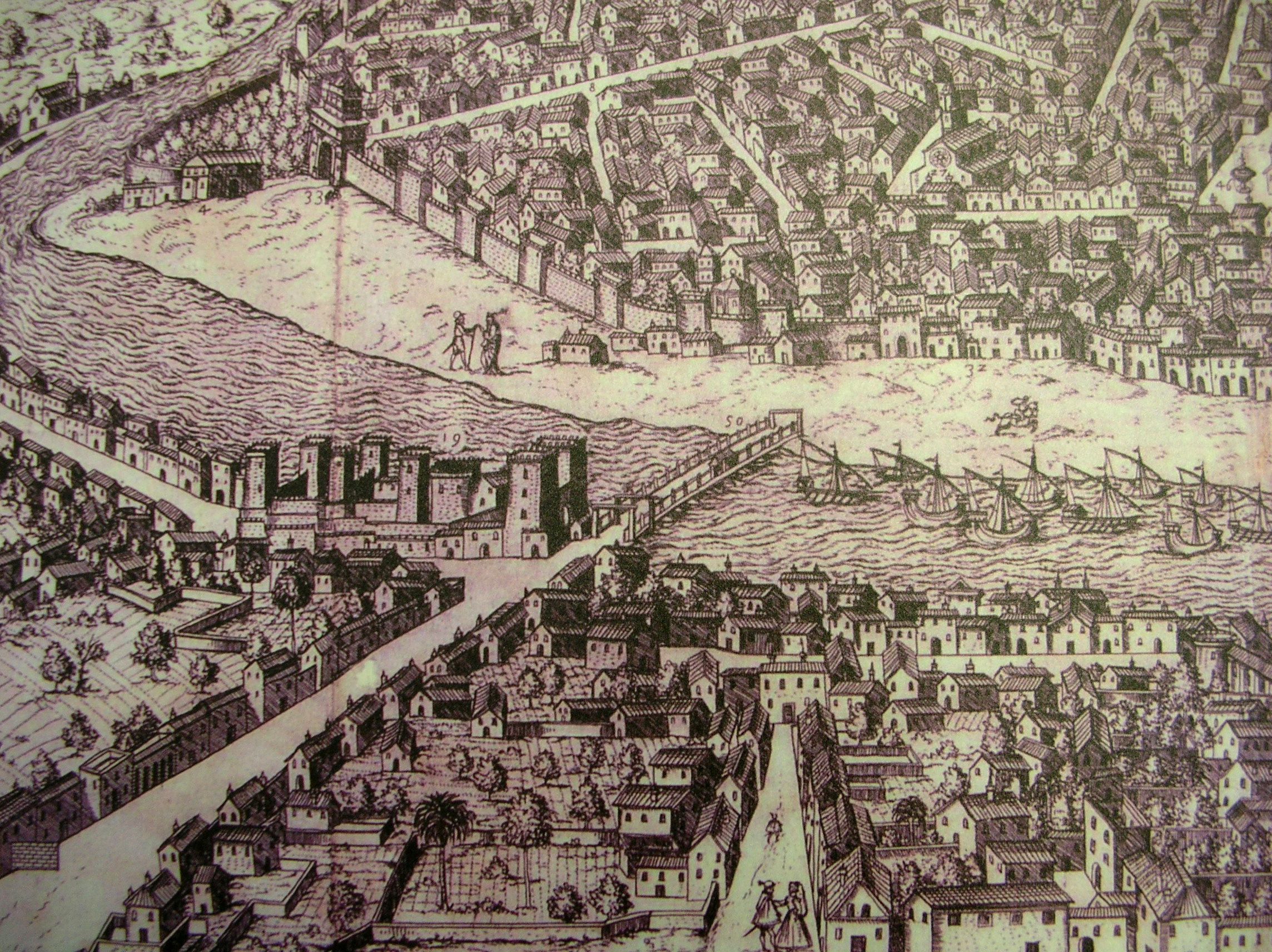
Ansicht von Sevilla, dem Ausgangspunkt der Weltreise

Rui (Ruy) Faleiro (* Ende des 15. Jahrhunderts in Covilhã; † 1523 oder später in Sevilla) war ein portugiesischer Kosmograph, Astrologe, Astronom und Kartograph. Zu seinen Leistungen gehört die Vorbereitung der Weltreise von Magellan 1519–1521.

## Biographie
Rui Faleiro war vermutlich ein Marrane aus der alten jüdischen Gemeinde von Covilhã. Er studierte an der Universität Lissabon und stand zunächst im Dienst der portugiesischen Könige Joao II. und seines Nachfolgers Manuel I. Als dieser sich dem Projekt der Weltreise zu den Gewürzinseln beharrlich verweigerte, gingen Magellan und Faleiro 1517 nach Spanien in die Seestadt Sevilla. Dort präsentierten sie es der königlichen Casa de Contratación. Der Kaufmann Christóbal de Haro († 1541) aus Burgos half ihnen, ihr Projekt vor den königlichen Beratern zu vertreten. Am 22. März 1518 billigte Karl V. das Unternehmen mit beiden als Kokapitänen. Faleiro wurde zuständig für die Karten und die Seeinstrumente.
Als einer der ersten wandte Faleiro rigoros wissenschaftliche Methoden zur Bestimmung des Längen- und Breitengrads an. Er war überzeugt, dass auf der Höhe der Terras de Vera Cruz (Länder vom wahren Kreuz: anfänglicher Name für Brasilien), 40 Grad südlicher Breite, eine Passage vom Atlantik zum Pazifik existiere. Die anzustrebenden gewürzreichen Molukkeninseln sollten nach seiner Berechnung an Spanien fallen, wie es der Vertrag von Tordesillas regelte.
Von der ursprünglich geplanten Mitfahrt auf der Reise musste Faleiro auf königliches Geheiß im Juli 1518 Abstand nehmen, weil er einen gewaltsamen Tod astrologisch vorausgesehen habe oder weil er verrückt geworden sei, so zwei vertretene Erklärungen.
Nach der Abfahrt Magellans am 10. August 1519 wanderte Faleiro zurück nach Portugal, wo er inhaftiert wurde. Wegen seines mentalen Zustandes wurde er jedoch freigelassen. Dies nutzte er, um heimlich nach Sevilla zu fliehen. Das weitere Leben ist unbekannt.
Sein Bruder Francisco Faleiro veröffentlichte 1535 in Sevilla einen Traité du Monde et de l’Art de Naviguer, der sich als einer der ersten mit dem Erdmagnetismus befasste.